# 뵈니겐
뵈니겐(독일어: Bönigen)은 스위스 베른주의 인터라켄-오버하슬리 행정 구역에 있는 마을이자 시정촌이다. 이 마을은 브리엔츠호 기슭에 자리잡고 있으며, 뤼치네강의 입구와 가깝고 인터라켄의 리조트 타운에 인접해 있다.
뵈니겐은 2014년 기준 23,300명의 주민이 있는 작은 인터라켄 광역권에 속한다.
뵈니겐은 그슈타이그 바이 인터라켄(Gsteig bei Interlaken)의 교회 교구에 속하며, 여기에는 8개의 다른 인근 지자체가 포함된다.

## 역사

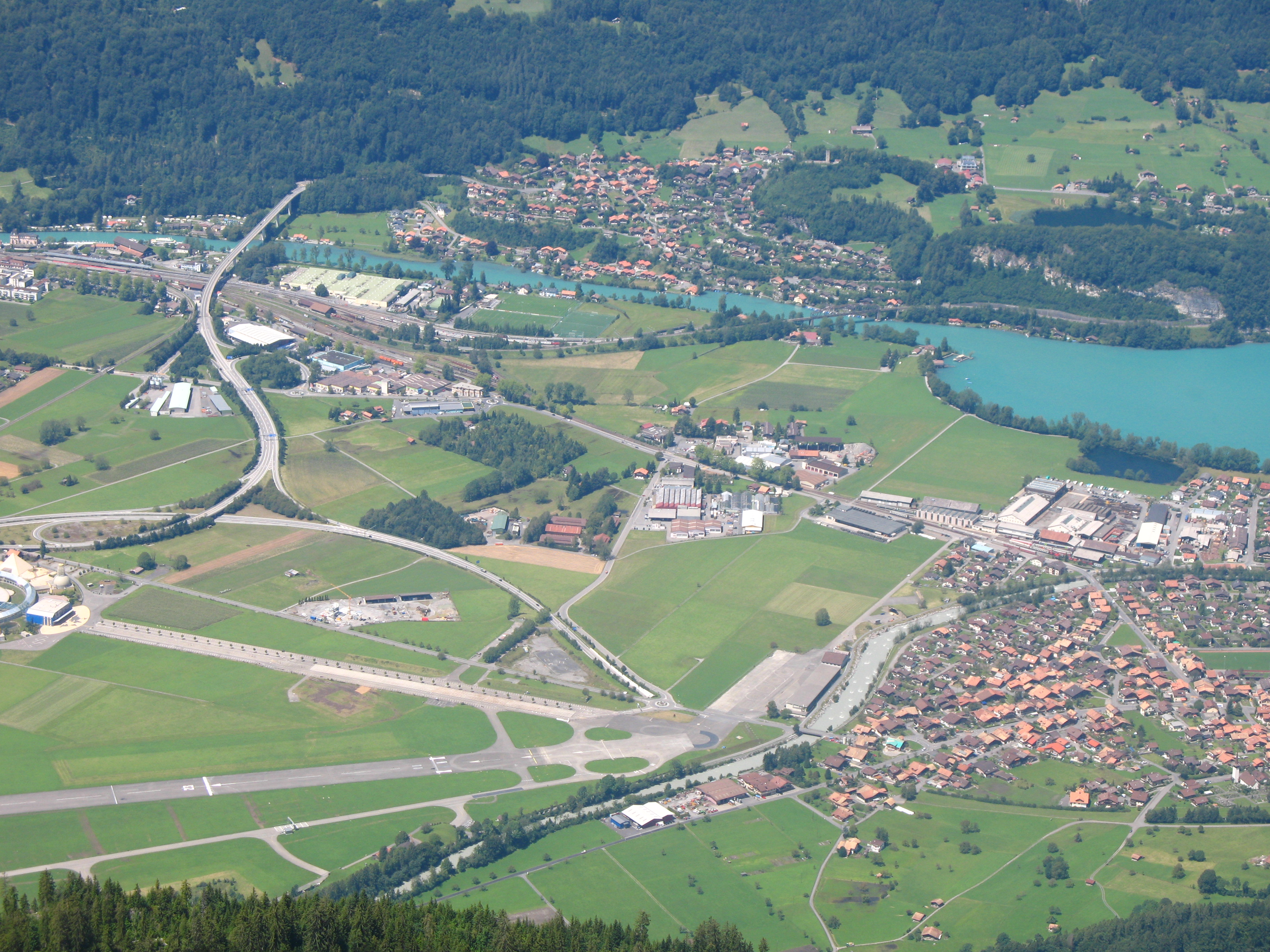
인터라켄, 골츠빌 및 뵈니겐 일부(오른쪽 경계에 있음)

뵈니겐은 1261년 빌라 보닝엔(Boningen)으로 처음 언급되었다. 뵈니겐(“보노 일족의 사람들”)이라는 이름은 고대 독일어의 사람 이름인 보노(Bono)와 지명 접미사 - 인군(ingun)으로 구성 된다.
마을은 1261년에 처음 언급되었으며 에센바흐(Eschenbach)의 남작은 마을 일부를 인터라켄 수도원에 양도했다. 그는 1275년에 수도원에 마을의 땅을 추가로 주었다. 1261년과 1275년에는 이젤텐과 퀸츠렌알프에게 인터라켄 수도원을 주었다. 역사를 통틀어 뵈니겐은 종종 베른고원에서 실패한 분쟁의 중심에 있었다. 1330년, 오버하슬리 계곡은 대군주에 대항하여 반란을 일으켰으며 이것은 ‘바이젠부르거 전쟁’으로 알려졌다. 오버하슬리 군대는 뵈니겐 밖에서 격파당했다. 약 20년 후인 1349년에 뵈니겐은 인터라켄 수도원의 늘어나는 권세에 대항하여 반란을 일으켰지만, 실패로 돌아갔다. 1528년, 베른은 종교개혁을 받아들였다. 그리고 주변 지역에 새 신앙의 개종을 강요했다. 뵈니겐은 이 개종 강요에 반발하여 봉기를 일으킨 오버란트 항쟁에 가담했지만, 성공하지 못했다. 베른이 오버란트에 자신의 의지를 강요하자 그들은 인터라켄 수도원을 세속화하고 수도원의 모든 땅을 합병했다. 뵈니겐은 인터라켄의 베른 직할령의 일부가 되었다. 이후 1798년 프랑스의 스위스 침공으로, 뵈니겐은  헬베티아 공화국 오버란트주의 일부가 되었다. 새로운 주는 몇 년 동안만 지속되었으며, 1803년 중재법에 따라 베른주에 재통합되었다. 1814년과 1836년에 뵈니겐은 오버란트주를 재건하려는 시도를 주도했다.
마을은 원래 호수와 시내 지역의 범람 수위보다 높은 언덕에 자리 잡고 있었다. 19세기에 하천의 흐름을 수정하고 홍수 통제 조치를 취했다. 1860년경 이 프로젝트는 호숫가를 안정시키고 수위를 낮췄다. 이러한 개선으로 인해 마을은 개울과 호수 쪽으로 확장되었다.
1874년에 뵈니겐은 툰 호수의 델리겐(Därligen,)에서 인터라켄을 거쳐 뵈델리반 철도가 뚫렸다. 1893년까지 이 노선은 나머지 스위스 철도 시스템과 연결되지 않았고. 두 호수의 증기선과 연결되는 철도 역할을 했다. 뵈니겐은 1969년까지 인터라켄 동역까지 여객 서비스가 중단될 때까지 노선의 동쪽 종점으로 남아 있었고, 결국 베른-뢰취베르크-심플론 철도 (BLS)의 일부가 되었다. 그러나 BLS는 뵈니겐의 서쪽 가장자리 노선을 따라 주요 작업장을 건설했으며 인터라켄과 작업장 사이의 트랙과 함께 여전히 열려 있다. 호숫가 종점의 위치는 여전히 확인할 수 있지만, 나머지 선은 폐지되었다.

## 지리

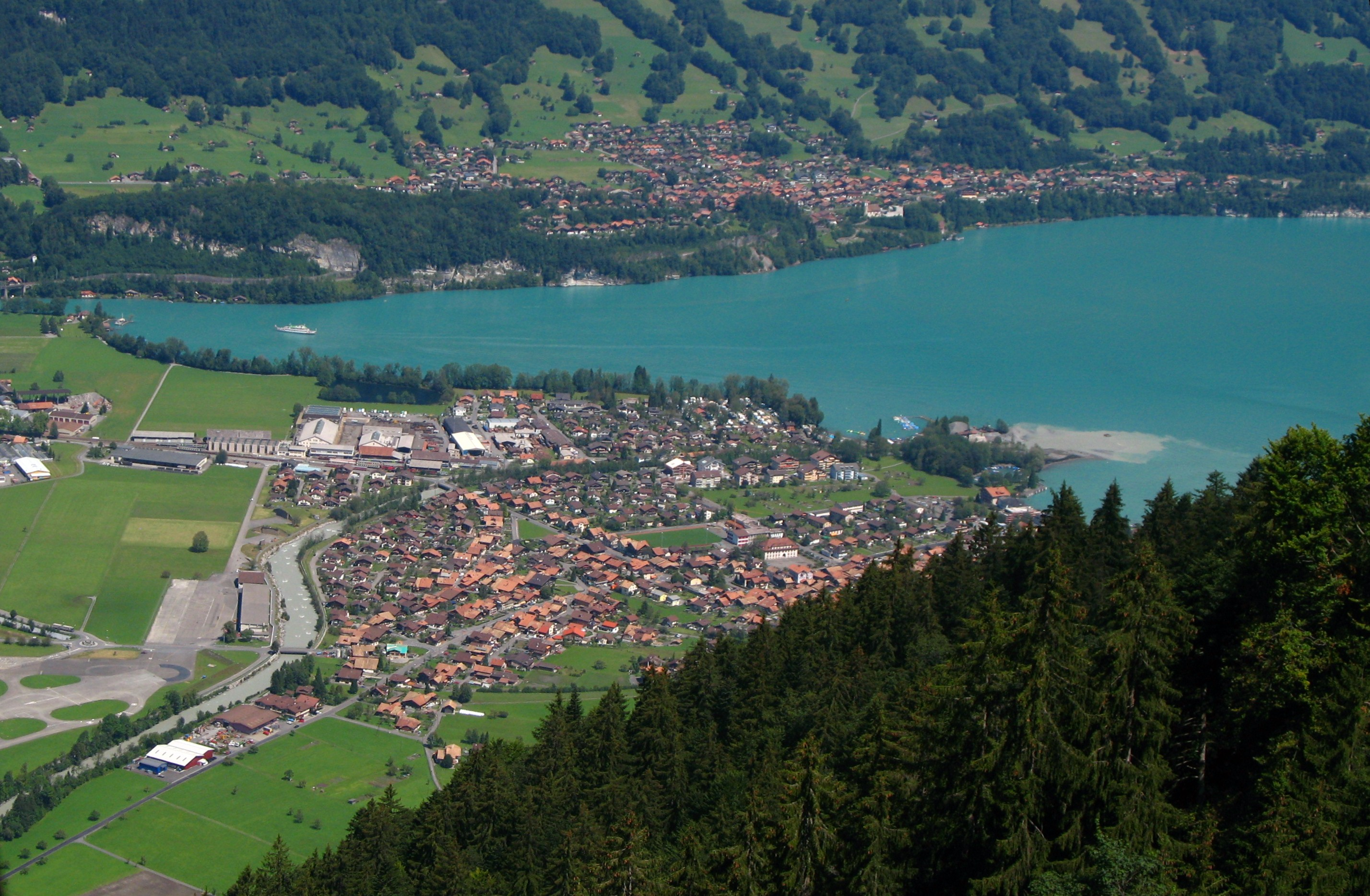
쉬니게 플라테에서 조망한 뵈니겐 (앞)과 링겐베르크(위)

뵈니겐은 뤼치네강이 호수로 흘러 들어가는 지점에서 가까운 브리엔츠 호수의 남서쪽에 있는 베른고원에 있다. 마을 중심은 뤼치네강을 따라 호수까지 시정촌의 북서쪽에 있다. 마을은 인터라켄 인근 리조트 타운으로 성장했으며, 시가지가 거의 인접해 있다. 지자체의 대부분은 가파른 산비탈에 위치해 있으며, 이곳에는 로체호른(Loucherhorn, 2,230m), 로테플루(Roteflue, 2,296m) 및 쉬니게 플라테와 같은 봉우리가 있다.
뵈니겐의 면적은 15.1k㎡이다. 이 면적 중 2.48k㎡(16.4%)가 농업용으로 사용되는 반면, 8.66k㎡(57.3%)는 삼림이다. 나머지 토지 중 0.93k㎡(6.2%)가 정착(건물 또는 도로), 0.17k㎡(1.1%)가 강 또는 호수이고 2.83k㎡(18.7%)는 불모지였다.
건축면적 중 주택과 건물이 3.2%, 교통기반시설이 1.9%를 차지했다. 숲이 우거진 토지 중 전체 면적의 49.7%는 숲이 우거져 있고 3.9%는 과수원이나 작은 나무 군락으로 덮여 있다. 농경지 중 1.0%는 작물 재배에 사용되며 6.5%는 목초지, 8.7%는 고산 목초지에 사용된다. 시정촌의 물 중 0.4%는 호수에, 0.7%는 강과 시내에 있다. 비생산적인 지역 중 10.8%는 비생산적인 초목이고 7.9%는 초목이 자라기에는 너무 암석이 많은 지역이다.
2009년 12월 31일에 시정촌의 이전 구인 암츠베지르크 인터라켄이 해산되었다. 다음 날 2010년 1월 1일에 새로 설립된 인터라켄-오버하슬리에 합류했다.

## 인구
2020년 12월 기준, 뵈니겐의 인구는 2,569명이다. 2010년 기준으로 인구의 6.2%가 거주하는 외국인이다. 지난 10년(2000-2010년) 동안 인구는 10.2%의 비율로 변화했다. 이민은 13.6%, 출생 및 사망은 -2.8%를 차지했다.
2000년 기준, 대부분의 인구 중 독일어를 모국어로 사용하는 인구는 2,086명(95.6%)이고, 영어가 17명(0.8%)으로 두 번째로 많이 사용하고, 이탈리아어가 16명(0.7%)으로 세 번째로 사용된다. 프랑스어를 할 줄 아는 사람이 14명, 로만슈어를 할 줄 아는 사람이 1명 있었다.
2008년 기준으로 인구는 남성 49.3%, 여성 50.7%이다. 인구는 1,126명의 스위스 남성(인구의 46.1%)과 78명(3.2%)의 비스위스계 남성으로 구성되었다. 스위스 여성은 1,166명(47.7%), 비 스위스 여성은 74명(3.0%)이었다. 지자체의 인구 중 735명(약 33.7%)가 뵈니겐에서 태어나, 2000년에 그곳에서 살았다. 같은 주에서 태어난 주민은 918명(42.1%)이 있었고, 275명(12.6%)이 스위스 타지에서 태어났다. 스위스 이외의 외국 지역에서 태어난 사람은 183명(8.4%)이 있었다.
2010년 기준으로 아동·청소년(0~19세)이 21.2%, 성인(20~64세)이 61.3%, 노인(64세 이상)이 17.5%를 차지한다.
2000년 기준으로 시정촌에는 미혼이거나, 결혼을 하지 않은 사람이 840명 있다. 1,120명의 기혼자, 125명의 과부 또는 홀아비, 이혼한 개인이 97명 있었다.
2000년 현재 1인 가구는 281가구, 5인 이상 가구는 59가구이다. 2000 년에는 총 893가구(전체의 84.4%)가 상설 임대되었으며, 133가구(12.6%)는 계절적 임대, 32가구(3.0%)는 공실이었다. 2010년 기준 신규주택 건설률은 인구 1000명당 1.2세대였다. [12] 2011년 시정촌 공실률은 0.64%였다.
역사적 인구는 다음 차트에 나와 있다.

## 볼거리
뵈니겐 마을 전체가 스위스 유산 목록(Inventory of Swiss Heritage Sites)의 일부로 지정되었다.

## 정치
2011년 연방 선거에서 가장 인기 있는 정당은 스위스 인민당(SVP)으로 투표의 32.3%를 받았다. 다음으로 인기 있는 3개 정당은 사회민주당(SP) (21%), 보수민주당(BDP) (17.5%), 자유당 (7.7%)이었다. 연방 선거에서, 865표가 투표되었고, 투표율은 46.1%였다.

## 경제
2011년 현재 뵈니겐의 실업률은 1.45%이다. 2008년 기준으로, 시정촌에 고용된 총 682명의 사람이 있다. 이 중 1차 경제 부문에 43명이 고용되었고, 이 부문에 약 17개 기업이 참여했다. 350명의 사람들이 2차 부문에 고용되었고, 이 부문에 34개의 기업이 있었다. 289명이 3차 부문에 고용되어 있으며 이 부문에는 49개의 기업이 있다. 시정촌 주민은 1,074명으로 일정 정도 고용되었으며, 그중 여성이 전체 노동력의 41.2%를 차지했다.
2008년에는 총 580개의 정규직에 상응하는 일자리가 있었다. 1차 부문의 일자리 수는 18개였으며, 그 중 15개는 농업, 3개는 임업 또는 목재 생산이었다. 2차 부문의 일자리 수는 336개로 그 중 180개(53.6%)가 제조업, 3개(0.9%)가 광업, 152개(45.2%)가 건설업이었다. 3차 부문의 일자리 수는 226개였다. 3차 부문의 경우, 45 또는 19.9%는 도소매 또는 자동차 수리업, 4개(1.8%)는 상품의 이동 및 보관, 75개(33.2%)는 호텔 또는 레스토랑, 6개(2.7%)는 보험 또는 금융업이었다. 산업, 13개(5.8%)는 기술 전문가 또는 과학자, 19개(8.4%)는 교육, 26개(11.5%)는 의료 분야에 있었다.
2000년 기준으로 시정촌으로 출퇴근하는 근로자는 304명, 출퇴근자는 741명이었다. 지자체는 근로자의 순수 전입으로 들어오는 1명당 약 2.4명의 근로자가 지자체를 전출하고 있다. 근로 인구의 13.8%가 출퇴근을 위해 대중교통을 이용했고, 47.1%가 자가용을 이용했다.

## 종교

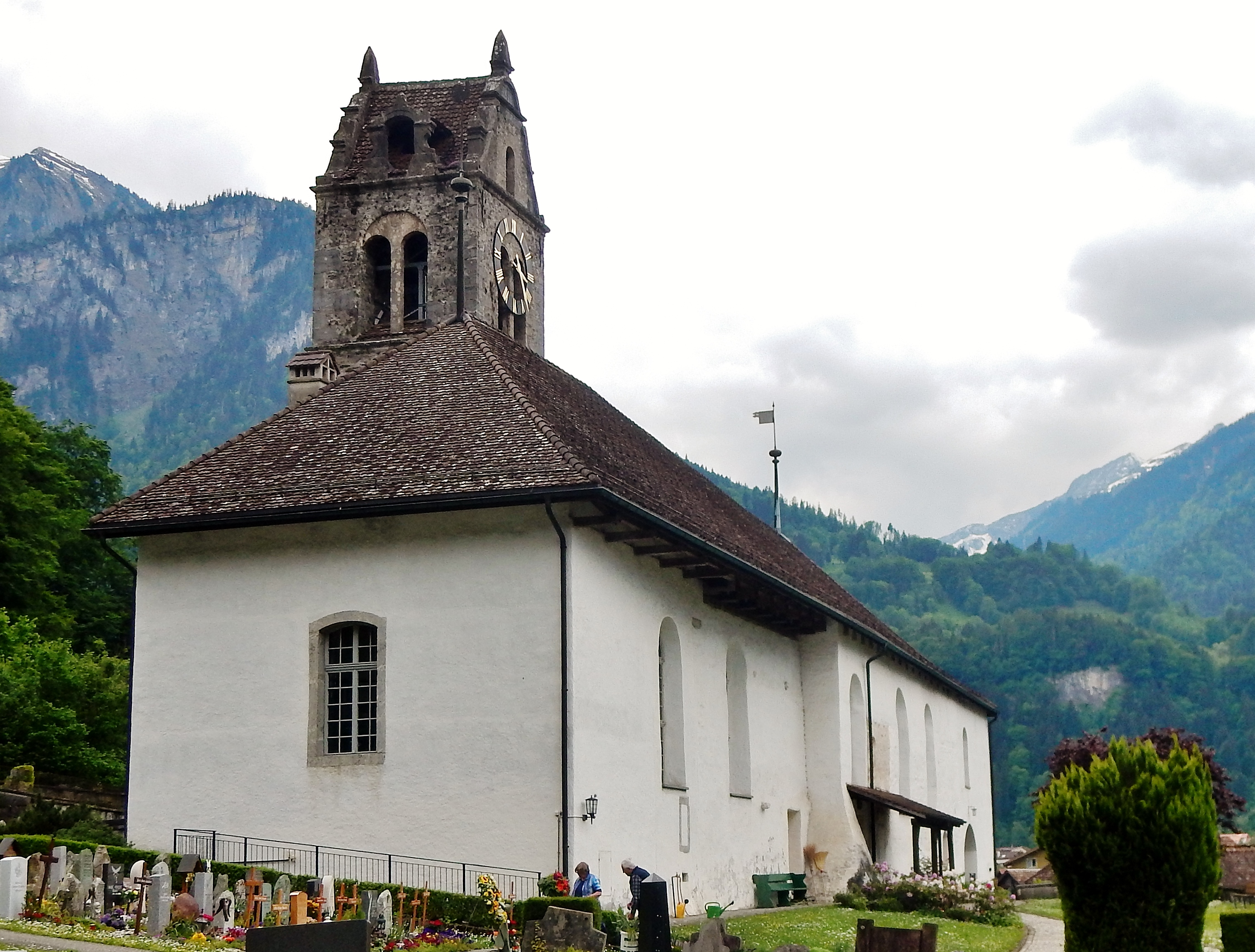
뵈니겐 개혁 교회

2000년 인구 조사에서 로마 가톨릭 신자는 253명(11.6%)이었고, 스위스 개혁 교회는 1,639명(75.1%)이었다. 나머지 인구 중 정교회 교인이 9명(0.41%), 크리스찬 가톨릭 교회 교인이 1명, 다른 기독교 교회에 속한 사람이 149명(6.83%)이 있었다. 유대교는 3명(인구의 약 0.14% ), 이슬람교는 30명(1.37%), 불교도 1명, 힌두교 7명, 다른 교회에 속한 1인이 있었다. 101명(약 4.63%)은 교회에 속하지 않았고, 불가지론자 또는 무신론자였으며, 61명(2.80%)은 질문에 대답하지 않았다.

## 교육
뵈니겐에서는 인구의 약 1,008명(46.2%)이 필수가 아닌 고등교육을 이수했으며, 184명(8.4%)이 추가 고등교육(대학 또는 응용학문대학)을 마쳤다. 고등교육을 이수한 184명 중 75.0%가 스위스 남성, 19.6%가 스위스 여성, 3.8%가 비스위스계 남성이었다.
베른주의 학교 시스템은 비의무 유치원 1년, 초등학교 6년의 교육 체계를 제공한다. 이후 3년 동안의 의무적으로 중학교 과정을 거쳐 학생을 능력과 적성에 따라 구분한다. 중학교 이하 학생들은 추가 교육을 받거나 견습 과정에 들어갈 수 있다.
2010~11학년도 동안 총 218명의 학생이 뵈니겐의 수업에 참석했다. 시정촌에는 총 43명의 학생이 있는 2개의 유치원 수업이 있었다. 유치원생 중 7.0%는 스위스의 영주권 또는 임시 거주자(시민권 아님)였으며 7.0%는 교실 언어와 다른 모국어를 사용한다. 지방 자치 단체에는 7개의 초등 학급과 145명의 학생이 있었다. 초등학생 중 4.1%는 스위스의 영주권 또는 임시 거주자(시민권 아님)였으며 2.1%는 교실 언어와 다른 모국어를 사용한다. 같은 해에 총 30명의 학생이 있는 2개의 중학교가 있었다. 3.3%는 수업 언어와 다른 모국어를 사용한다.
2000년 기준으로, 뵈니겐에는 다른 시정촌에서 온 학생이 1명 있었고, 84명의 주민이 시외 학교에 다녔다.
뵈니겐에는 뵈니겐 시립 도서관이 있다. 2008년 현재 도서관은 6,799권의 책 또는 기타 매체를 보유하고 있으며, 같은 해에 14,581권을 대출했다. 그 해에는 주당 평균 8시간씩 총 300일 동안 문을 열었다.

## 교통
A8 고속도로가 브리엔츠호 기슭을 따라 뚫려 있다. 1874년부터 1969년까지 뵈니겐은 인터라켄 동역(뵈델리 철도의 일부)에서 2.2km 길이의 표준궤 철도로 개발되었으며 , 그 이후로 뵈니겐의 BLS AG 작업장 사이딩으로만 사용되었다.